# Джордже Цукудян
Джордже Цукудян (рум. George Țucudean, нар. 30 квітня 1991, Арад) — румунський футболіст, нападник клубу «ЧФР Клуж» та національної збірної Румунії.

## Клубна кар'єра
Народився 30 квітня 1991 року в місті Арад. Вихованець юнацьких команд «Атлетіко Арад» та УТА (Арад). У дорослому футболі дебютував 2008 року виступами за команду клубу УТА (Арад), в якій провів два сезони, взявши участь у 41 матчі другого дивізіону Румунії.

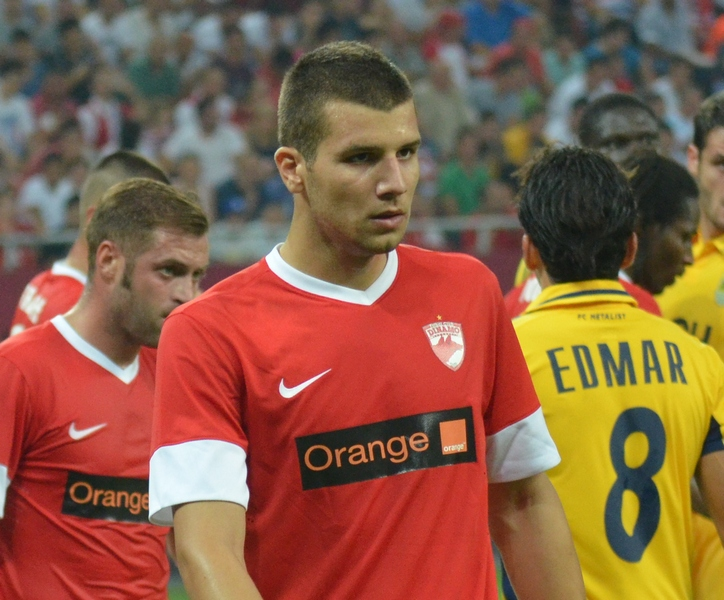
Джордже Цукудян під час виступів за «Динамо» (Бухарест). 2012 рік.

Перед початком сезону 2010/11 підписав контракт з бухарестським «Динамо», але був відданий в піврічну оренду назад в УТА. За бухарестське «Динамо» зіграв перший матч 1 квітня 2011 року. У наступному сезоні відіграв за столичний клуб вже 30 матчів і дебютував у Лізі Європи, а також став володарем національного кубка. У липні 2012 року в матчі Суперкубка Румунії проти ЧФР зробив дубль і був визнаний найкращим гравцем матчу, а через два тижні, в першій грі чемпіонату проти КСМС (Ясси) забив 4 голи.
31 січня 2013 року підписав контракт на чотири з половиною роки з бельгійським «Стандардом» (Льєж), втім основним гравцем не став і вже влітку на правах оренди повернувся в «Динамо», де провів наступний сезон 2013/14.
У липні 2014 року підписав трирічну угоду з англійським «Чарльтон Атлетик», що виступав у Чемпіоншипі, втім і в цій команді надовго не затримався і на початку 2015 року був відданий в оренду до головних ворогів його колишнього клубу «Динамо» «Стяуа», де виступав до літа, вигравши «золотий дубль», а наступний сезон 2015/16 провів у іншому румунському клубі «Тиргу-Муреш». Після цього 1 липня 2016 року контракт гравця із «Чарльтоном» було припинено.
На правах вільного агента Цукудян перейшов у «Пандурій», а вже у березні наступного року став гравцем «Вііторула», якому того ж сезону допоміг стати чемпіоном Румунії.
До складу клубу «ЧФР Клуж» приєднався 8 січня 2018 року і також у першому ж сезоні допоміг виграти чемпіонат, а також став найкращим бомбардиром чемпіонату Румунії. Станом на 20 травня 2019 року відіграв за команду з Клужа 44 матчі в національному чемпіонаті.

## Виступи за збірні
2008 року дебютував у складі юнацької збірної Румунії, взяв участь у 8 іграх на юнацькому рівні, відзначившись одним забитим голом.
Протягом 2011—2012 років залучався до складу молодіжної збірної Румунії. На молодіжному рівні зіграв у 5 офіційних матчах, забив 2 голи.
9 жовтня 2017 року дебютував в офіційних матчах у складі національної збірної Румунії в грі відбору на чемпіонат світу 2018 року проти Данії (1:1). 24 березня 2018 року в товариській грі проти Ізраїлю Цукудян забив перший гол за збірну.

## Титули і досягнення
- Чемпіон Румунії (4):

«Стяуа»: 2014–15
«Вііторул»: 2016–17
«ЧФР Клуж»: 2017–18, 2018–19
- Володар Кубка Румунії (2):

«Динамо» (Бухарест): 2011–12
«Стяуа»: 2014–15
- Володар Кубка румунської ліги (1):

«Стяуа»: 2014–15
- Володар Суперкубка Румунії (2):

«Динамо» (Бухарест): 2012
ЧФР (Клуж-Напока): 2018

### Індивідуальні
- Найкращий бомбардир чемпіонату Румунії: 2017–18 (15 голів), 2018–19 (18 голів)